# Cody Hodgson
Cody Hodgson (* 18. Februar 1990 in Toronto, Ontario) ist ein ehemaliger kanadischer Eishockeyspieler. Der Mittelstürmer absolvierte während seiner aktiven Karriere zwischen 2006 und 2016 unter anderem 340 Spiele für die Vancouver Canucks, Buffalo Sabres und Nashville Predators in der National Hockey League. Mit den kanadischen Nachwuchs-Nationalmannschaften wurde Hodgson sowohl U18- als auch U20-Weltmeister.

## Karriere
Cody Hodgson begann seine Karriere als Eishockeyspieler in der Ontario Provincial Junior A Hockey League, in der er von 2004 bis 2006 für die Markham Waxers aktiv war. Anschließend wählte ihn das Brampton Battalion, für das er von 2006 bis 2010 in der kanadischen Juniorenliga Ontario Hockey League spielte, in der OHL Priority Selection aus. Nachdem er im NHL Entry Draft 2008 in der ersten Runde als insgesamt zehnter Spieler von den Vancouver Canucks ausgewählt worden war, gab er in den Playoffs der Saison 2008/09 sein Debüt im Seniorenbereich für Vancouvers Farmteam, die Manitoba Moose aus der American Hockey League (AHL). Für diese erzielte er in elf Spielen zwei Tore und bereitete weitere vier vor. Zur folgenden Spielzeit kehrte der Kanadier zunächst nach Brampton in die OHL zurück, da er sich im Sommer eine schwerwiegende Rückenverletzung zuzog, die in bis zum Jahresende außer Gefecht setzte. Zur Saison 2010/11 wurde er definitiv in den AHL-Kader der Manitoba Moose aufgenommen.
Kurz vor Ablauf der Trade Deadline am 27. Februar 2012 wurde Hodgson zusammen mit dem deutschen Verteidiger Alexander Sulzer gegen Stürmer Zack Kassian und Abwehrspieler Marc-André Gragnani zu den Buffalo Sabres getauscht. Nach knapp drei Jahren in Buffalo wurde sein Vertrag dort nicht verlängert, sodass er sich als Free Agent im Juli 2015 den Nashville Predators anschloss.
In Nashville kam der Angreifer bis Januar 2016 auf acht Scorerpunkte in 39 Spielen, sodass er zum AHL-Farmteam der Predators geschickt wurde, den Milwaukee Admirals. Dort beendete Hodgson die Saison und erhielt keinen weiterführenden Vertrag, sodass der 26-Jährige im Oktober 2016 überraschend das Ende seiner aktiven Karriere bekannt gab, um fortan im Nachwuchsbereich der Predators tätig zu sein. Im Januar 2024 kehrte Hodgson nach mehr als siebenjähriger Abstinenz in den Spielbetrieb zurück, als er einen Probevertrag bei seinem Ex-Team Milwaukee Admirals unterzeichnete.

### International
Für Kanada nahm Hodgson an der U18-Junioren-Weltmeisterschaft 2008 sowie der U20-Junioren-Weltmeisterschaft 2009 teil. Beide Male errang er dabei die Goldmedaille, war Topscorer und bester Vorlagengeber des Turniers. 2009 wurde er zudem ins All-Star-Team gewählt.
Für die A-Nationalmannschaft seines Heimatlandes debütierte er bei der Weltmeisterschaft 2014 und belegte dort mit dem Team den fünften Platz.

## Erfolge und Auszeichnungen
| - 2007 OHL All-Academic Team - 2008 Teilnahme am CHL Top Prospects Game - 2009 Teilnahme am OHL All-Star Game - 2009 OHL All-Star Game MVP - 2009 William Hanley Trophy - 2009 Red Tilson Trophy | - 2009 OHL First All-Star Team - 2009 CHL Player of the Year - 2009 CHL First All-Star Team - 2012 Teilnahme an der NHL All-Star Game SuperSkills Competition - 2012 NHL-Rookie des Monats Januar |

### International
| - 2008 Goldmedaille bei der U18-Junioren-Weltmeisterschaft - 2008 Topscorer der U18-Junioren-Weltmeisterschaft - 2008 Bester Vorlagengeber der U18-Junioren-Weltmeisterschaft - 2009 Goldmedaille bei der U20-Junioren-Weltmeisterschaft | - 2009 Topscorer der U20-Junioren-Weltmeisterschaft - 2009 Bester Vorlagengeber der U20-Junioren-Weltmeisterschaft - 2009 All-Star-Team der U20-Junioren-Weltmeisterschaft |

## Karrierestatistik
Stand: Ende der Saison 2015/16

### International
Vertrat Kanada bei:
- Ivan Hlinka Memorial Tournament 2007
- U18-Junioren-Weltmeisterschaft 2008
- U20-Junioren-Weltmeisterschaft 2009
- Weltmeisterschaft 2014

(Legende zur Spielerstatistik: Sp oder GP = absolvierte Spiele; T oder G = erzielte Tore; V oder A = erzielte Assists; Pkt oder Pts = erzielte Scorerpunkte; SM oder PIM = erhaltene Strafminuten; +/− = Plus/Minus-Bilanz; PP = erzielte Überzahltore; SH = erzielte Unterzahltore; GW = erzielte Siegtore; 1 Play-downs/Relegation; Kursiv: Statistik nicht vollständig)